# Jacques Sylla
Jacques Sylla (Île Sainte-Marie, 22 luglio 1946 – Antananarivo, 22 dicembre 2009) è stato un politico malgascio.
È stato il Primo ministro del Madagascar dal 26 febbraio 2002 al 20 gennaio 2007.
In precedenza è stato ministro degli esteri (dal 1993 al 1996), durante il governo del presidente Albert Zafy.
Successivamente è stato presidente dell'Assemblea Nazionale, una delle due camere del Parlamento del Madagascar.